# Ludvig Simon
Halvar Ludvig Simon, född den 24 maj 1894 i Lilla Malma församling, Södermanlands län, död den 4 juni 1982 i Norrköping, var en svensk läkare. Han var son till Moritz Simon.
Simon avlade studentexamen i Stockholm 1913,  medicine kandidatexamen vid Karolinska institutet 1916 och medicine licentiatexamen där 1922. Han promoverades till medicine doktor 1928. Simon innehade diverse amanuens- och läkarförordnanden vid olika sjukhus 1918–1922. Han var förste underläkare vid Garnisonssjukhusets i Stockholm kirurgiska avdelning 1923–1924, underläkare vid Karlshamns lasarett 1924–1925, amanuens vid Sabbatsbergs sjukhus gynekologiska klinik 1925–1926, underläkare där 1926–1928, amanuens vid Allmänna barnbördshuset i Stockholm 1928–1930, extra överläkare vid Sabbatsbergs sjukhus obstetriska avdelning 1930, överläkare vid kvinnokliniken på Norrköpings lasarett 1930–1959 och styresman för lasarettet 1933–1940. Han innehade marinläkarstipendium över stat 1919–1921 och blev marinläkare av andra graden i reserven 1921, av första graden 1938. Simon var läkare vid tredje finska krigssjukhuset under vinterkriget, januari–april 1940. Han var ordförande i Norrköpings läkarsällskap 1938–1939, i Östergötlands östra läkarförening 1939–1940 (hedersledamot 1948), sekreterare i Svenska gynekologförbundet 1938–1945, ordförande 1948–1951 (hedersledamot 1954). Simon var ledamot av medicinalstyrelsens vetenskapliga råd 1956–1963. Han publicerade skrifter inom obstetrik och gynekologi. Simon blev riddare av Nordstjärneorden 1946 och kommendör av samma orden 1957.